# Circondario di Tominian
Il circondario di Tominian è un circondario del Mali facente parte della regione di Ségou. Il capoluogo è Tominian.

## Geografia antropica

### Suddivisioni amministrative
Il circondario di Tominian è suddiviso in 12 comuni:
- Bénéna
- Diora
- Fangasso
- Koula
- Lanfiala
- Mafouné
- Mandiakuy
- Ouan
- Sanékuy
- Timissa
- Tominian
- Yasso